# 狼王ロボ
『狼王ロボ』（おおかみおうロボ、英語: Lobo, the King of Currumpaw ）は、アメリカ合衆国の博物学者アーネスト・トンプソン・シートンによる実体験に基づく創作物語。日本では『シートン動物記』の一つとして知られる。
原題は「Lobo」。邦題は翻訳書によって異なり、原題をそのまま邦訳した「ロボ・カランポーの王」、「ロボー」「狼王ロボ」などと一定していない。子供向け書籍やテレビアニメなどに採用されている例が多いことから、本稿では「オオカミ王ロボ」として解説する。

## 概要
著者であるシートンは元々博物学者志望だったが、諸事情により画家を志すようになりイギリスに留学後、その傍らで博物学を学び、特に野生動物の生態に強い関心を寄せていた。後年カナダに帰国したシートンは画家として活動を始めるが評価は芳しいものではなく、1892年頃に博物学者に転向。
そして1893年、アメリカで牧場を営んでいる実業家からシートンへ「牧場の牛が狼に襲われて困っている。助けて欲しい」という旨の内容が記された手紙が届く。この報せを受けたシートンはニューメキシコ州のカランポーへ向かい、現地で次々と家畜を襲っていた狼の群れを追う。その群れを束ねる古狼「ロボ」を巡る逸話を基に創作したのが本作品「オオカミ王ロボ」である。なおシートン本人によると「何頭かの実在したオオカミの冒険をロボに代表させて描いている、ただしロボの捕獲と死に関する最終章は正確な事実。」としている。
本作品が記された19世紀末頃のアメリカで狼は害獣として駆除の対象とされ、各地で狼狩りが盛んに行われていた。具体的な報告としてもう少し後の時代（1918年）になるが、生物調査局の報告書によるとニューメキシコ州だけでオオカミによる家畜の年間損失が全体の3%（牛3万4千頭、羊16万5千頭）と見積もられ、1頭だけで6か月間に150頭の牛を殺したオオカミの報告もあり、近隣の他の州も似たり寄ったりの報告があり、生物調査局はこのような破壊的なオオカミ出現の報告があると腕の立つ猟師を駆除に派遣していた。
1896年、ニューヨークに移住したシートンは雑誌に「オオカミ王ロボ」を発表し、1898年の第一作品集「私の知る野生動物」（Wild Animals I Have Known）冒頭に収録した。これが大ヒットになり、シートンの名前は全米で知られるようになった。

## あらすじ
カナダの博物学者、シートンのもとにある日一通の手紙が届く。送り主はアメリカで実業家として成功し、ニューメキシコ州カランポーで牧場経営をしている知人（シートンの「自伝」によるとフィッツランドルフ）だった。手紙を読むと彼が経営している牧場がある地域では、近年家畜がオオカミに殺される事件が多発しており、動物の生態に関して豊富な知識を持つシートンの助けを借りたいのだという。本来ならオオカミ狩りを専門に行うウルフハンターに依頼するはずが、なぜ学者である自分に助けを求めるのかという疑問を抱きながらも、シートンは牧場があるニューメキシコ州へ向かった。
ニューメキシコ州の北東部に位置するカランポーに到着したシートンは、現地の人々から「魔物」と呼ばれ恐れられる年を経たオオカミ・ロボの存在を知らされる。ロボはがっしりとした体格の巨大なオオカミで、自分の2倍以上もある体重の牛を引きずり倒す体力と「悪魔が知恵を授けた」とさえ称される知性を持ち合わせていた。今までにも何人もの牧場主やハンター達がロボに挑んだが、ロボは銃を持った人間の前には決して姿を見せず、トラバサミや毒の餌、猟犬を使った追跡などの罠や策は全て見破られて徒労に終わり、過去5年間で合計2000頭以上の牛と数多くの羊がロボの群れによって殺されたという。ここまで人間を翻弄し続けるロボに万策尽きたカランポーの人々は、これまで数々のオオカミの群れを退治してきたシートンに白羽の矢を立てたのだった。
依頼を受けたシートンはロボの群れの追跡を開始した。ロボ自身も含めてわずか６頭の小さな群れでありながら、群れを構成するオオカミ達はいずれも普通のオオカミより大きく強力な精鋭ぞろいであり、整然とした統率に裏付けされた鮮やかな狩りを見せるロボの驚異的な賢さにシートンは驚嘆する。シートンは有らん限りの知恵を絞りロボを捕らえようとするが、いかなる巧妙な仕掛けも通用せず、ロボの群れは人間を嘲笑うかのように罠をかいくぐっていた。
しかし、追跡開始から3ヶ月が経った頃、シートンはロボの群れの足跡を見て奇妙なことに気付く。オオカミのリーダーは普通、他のオオカミが自分の前を歩くことを決して許さないのに、ロボは特定の１頭だけ例外的に自分の前を歩くことを許しているのであった。そのオオカミは、ロボの群れの中で唯一のメスであり真っ白な毛色の「ブランカ」と呼ばれるオオカミであった。ブランカは恐らくロボの妻であろうと地元の住民たちは噂しており、このブランカを捕まえて囮（おとり）にすればロボを捕獲できるのではないかと考えたシートンは、捕獲の対象をひとまずロボからブランカへと変更。間もなくブランカは罠にかかり、投げ縄で絞殺された。
最愛の妻であるブランカを奪われたロボは冷静さを失い、シートンが仕掛けた罠に捕らわれる。ブランカを殺され、鎖に繋がれたロボは、かつての荒々しさを失いつつも、与えられた食べ物や水を一切口にしないまま誇り高く死んでいった。その様子を見届けたシートンは、ロボの亡骸をブランカの亡骸の傍に置いてやった。

## 備考
- 原題にもあるロボのいた地名Currumpawのカナ表記は「カランポー」が多いが、童心社版の訳・解説をしている今泉吉晴によると地名について「Corrumpa」という書き込みがシートン本人の手によってあるので「クルンパ」の方が近い[3]。
- 「ロボ」という名はスペイン語で狼そのものを表す「lobo」が語源である。なお「ブランカ（Blanca）」はスペイン語で「白い（blanco）」の女性形であり、雌の白狼への命名として形容詞が（女性名詞として）固有名詞化されたものである。
- 本作の発表以降動物に「ロボ」と「ブランカ」という名前を付ける事が流行した[4]、シートン本人が知っているだけでも、1904年時点にロンドン動物園にいるつがいの狼が「ロボ」「ブランカ」であったという[5]。
- シートン本人の認識では、アメリカ大陸の狼はユーラシアの物と同属別種（Canis mexicanus、ユーラシア産のオオカミはCanis lupus）としている[6]。
この「Canis mexicanus」というのは「メキシコのオオカミ」という意味だが、基亜種がメキシコ南部産なだけで、前述の考えではメキシコ南部から北極圏までのすべてのアメリカ大陸の狼がCanis mexicanusである。なお亜種まで分ける場合は、ロボの居た地域で捕らえたオオカミ達をシートンはネブラスカオオカミ（Canis mexicanus nubilus）だとしている[7]。
- ロボの体格は作中で明記されており、肩までの高さ90cm、体重68kg[8]。その毛皮はニューメキシコ州にあるシートン記念館に保存されており灰色である。ブランカの毛皮は真っ白であり、これは灰色の個体が多く、個体によって真っ白、真っ黒の個体がいるネブラスカオオカミの特徴と一致する。
- シートンは『The wild animal play for children』にて本作のロボとブランカを、動物に仮装した子供の演ずる役として登場させている。

## 関連作品
- 漫画 『wild animals i have known』 - classics illustrated 152。1959年刊行。
- 映画 『狼王ロボ』 - 原題『THE LEGEND OF LOBO』。1962年の米国映画。製作はウォルト・ディズニー社。本作品をモチーフにしているが大幅な脚色が加えられており、同名の別作品といって差し支えない。
- 漫画 『walt disney's the legend of lobo』 - gold key 303。1962年のディズニー映画「狼王ロボ」のストーリーの漫画化。
- 漫画 『学習漫画シートン動物記』 - 谷口治郎・松田辰彦・高山よしさとによる作画。集英社、全12巻。1974年-1975年刊行。
- テレビアニメ 『シートン動物記』 - 1989年-1990年放映。
- 学研まんが伝記シリーズ 『動物文学の父 シートン』高須れいじ
- 漫画 『シートンの動物記』 - 石川球太による作画。『石川球太の野生シリーズ』。1991年刊行。
- 漫画 『シートン』 - 谷口ジローによる作画（今泉吉晴・監修）。2004年-2006年発表。
- 『アメリカを変えたオオカミ　～動物作家シートンとロボ～』 - NHK教育テレビジョンのドキュメンタリー番組『地球ドラマチック』内の一編。製作はBBC。2008年10月15日放送。
- 学研プラス10歳までに読みたい世界名作 シリーズ8巻『シートン動物記　オオカミ王ロボ』- 千葉茂樹 による編訳と姫川明月による挿絵。2014年刊行。
- アーネスト・トンプソン・シートン 著、今泉吉晴 訳『シートン動物誌2　オオカミの騎士道』紀伊國屋書店、1997年。ISBN 4-314-00752-4。(ロボの話が数か所出てくる)